# Astraeus koreanus
Astraeus koreanus ist eine Pilzart aus der Familie der Kartoffelbovistverwandten (Sclerodermataceae) innerhalb der Ordnung der Dickröhrlingsartigen (Boletales).

## Merkmale

### Makroskopische Merkmale
Astraeus koreanus bildet recht kleine im geschlossenen Zustand 13,6–18,8 mm, im offenen Zustand 35–37 mm große, kugelige Fruchtkörper aus. Sie wachsen zunächst unterirdisch und stoßen bei Reife an die Oberfläche. Deren äußere Schicht, die Exoperidie, reißt bei Reife und genügend Feuchtigkeit sternförmig in 7–10 oder mehr (die japanischen Exemplaren haben bis zu 22) Lappen auf. Die Exoperidie ist innen ockerfarben und sehr zerbrechlich, im getrockneten Zustand sieht sie glasig aus.
Die hellgraue bis isabellfarbene Endoperidie ist kugelig, filzig und 9–16 mm im Durchmesser. Sie ist anfangs weißlich, wird dann gelb bis blassbräunlich. bei Reife an der Spitze eine unregelmäßige Öffnung ohne ein deutliches Peristom. Die eigentliche Fruchtschicht die Gleba ist jung weißlich, wird im reifen Zustand dunkelbraun bis schwarz. Sie besitzt keine Columella.

### Mikroskopische Merkmale
Das Capillitium besteht aus langen, manchmal verzweigten, miteinander verflochtenen Hyphen, die hyalin sind. Die Hyphen sind dickwandig mit einem durchgehenden Lumen. Die meist rotbraunen Sporen sind grobwarzig ornamentiert und messen 9 bis
10,5 µm.

### Ähnliche Arten
Astraeus koreanus ist dem  Gemeinen Wetterstern ähnlich, hat aber deutlich kleinere Fruchtkörper, hellere Farben als dieser und extrem zerbrechlich.
Astraeus asiaticus, der ebenfalls in Thailand vorkommt, unterscheidet sich von Astraeus odoratus von der Dicke der Peridie und der Farbe der Gleba. Zudem haben die Sporen von Astraeus asiaticus weniger lange Dornen als Astraues odoratus.

## Ökologie und Vorkommen
Astraeus koreanus bildet eine Mycorrhiza mit Eichen aus. So kommt er in Nepal unter Quercus incanus und Quercus semecarpifolia in Höhen zwischen 2000 und 2500 m Meereshöhe vor, teilweise auch auf verbrannten Böden. Die Art wurde auch unter Kiefern wie Pinus thunbergii gefunden.
Astraeus koreanus wurde ursprünglich aus Nordkorea beschrieben. Bekannt ist er auch aus Nepal. Er wurde auch in Japan auf Honshu gefunden. In der phylogenetischen Untersuchung von Phosri und Kollegen wurde auch China als Fundort ohne nähere Eingrenzung angegeben.

## Systematik und Taxonomie
Astraeus koreanus wurde 1958 vom tschechoslowakischen Mykologen Václav Jan Staněk als Varietät des Gemeinen Wettersterns als Astraeus hygrometricus var. koreanus erstbeschrieben. Hanns Kreisel hob ihn aber 1976 nach Funden aus Nepal in den Artrang. Allerdings ist der Artrang nach wie vor umstritten, der deutliche morphologische Unterschied zu Astraeus hygrometricus sprechen für eine eigene Art, ist aber aufgrund der fehlenden Untersuchung am Typusort in Nordkorea noch nicht abgesichert. Neuere phylogenetische Untersuchungen scheinen aber die Eigenständigkeit zu bestätigen.  Die Gattung der Wettersterne zählt zur Familie der Kartoffelbovistverwandten (Sclerodermataceae) innerhalb der Ordnung der Dickröhrlingsartigen (Boletales). In der mykologischen Datenbank Mycobank wird sie allerdings zur Familie der Diplocystaceae gestellt.

## Verwendung
Astraeus koreanus ist im Gegensatz zu anderen Wettersternen wie Astraeus asiaticus und der Gemeine Wetterstern nicht essbar.